# 太田川 (南相馬市)
太田川（おおたがわ）は、福島県双葉郡浪江町、南相馬市を流れる河川であり、二級水系太田川水系の本流である。

## 地理
南相馬市東部、浪江町北東部の相馬郡飯舘村境にほど近い山間部のいくつかの水源を集め、市内原町区の南部を横断し太平洋に至る。流域には農地が広がり、JR常磐線磐城太田駅周辺の集落が点在する。下流部での地下水の過剰組み上げによる地盤沈下の対策として上流に横川ダムが、更にその上流には灌漑用水取水のため鉄山ダムが建設された。

### 流域の自治体
福島県
- 双葉郡浪江町
- 南相馬市

## 主な支流
下流より記載
- 鶴江川
  - 小沢川
- 牛川
  - 牛来川
- 大江川

## 河川施設
- 江井堰
- 高江堰
- 益田堰
- 堂の内堰
- 嘉兵衛堰
- 下川原堰
- 太田江堰
- 鴨左衛門堰
- 横川ダム
- 鉄山ダム

## 災害
- 2011年3月11日 - 東北地方太平洋沖地震に伴う津波により河口部周辺に壊滅的な被害をもたらした。

## 主な橋梁
下流より記載
- 常盤橋（南相馬市道859号野馬沢高柴線（福島県道260号北泉小高線旧道））
- 新常盤橋(福島県道260号北泉小高線）
- （丸山橋） - 東北地方太平洋沖地震に伴う津波により上部工が流出し廃止、撤去された。
- 川畑橋（南相馬市道158号大甕堤谷線）
- 太田川橋(国道6号）
- 大橋（南相馬市道88号高小高線）
- 太田川橋梁（JR常磐線）
- 多珂橋（南相馬市道81号大甕多寡線）
- 大文字橋（南相馬市道84号鶴谷太田停車場線）
- 益田橋（福島県道169号磐城太田停車場線）
- 学校橋（南相馬市道106号牛来益田線））
- 太田橋（福島県道120号浪江鹿島線）
- 矢川原橋（南相馬市道105号上太田矢川原線）
- 上の内橋（南相馬市道731号鶴谷陣ケ崎線）
- 太田江橋（南相馬市道101号上太田矢川原片倉線）
- 片倉高架橋（常磐自動車道）
- 片倉橋（南相馬市道554号馬場畦原線）
- 石渡戸橋（福島県道34号相馬浪江線）
- 八重米坂橋（南相馬市道103号片倉馬場線）
- 小袖橋（横川ダム管理用道路）
- 横川橋（福島県道49号原町浪江線）